# Eduardo Ermita
Eduardo R. Ermita (Balayan, 13 juli 1935) is een Filipijns politicus. Ermita was tot kort voor de Filipijnse verkiezingen van 2010 Executive Secretary (eerste minister) van het kabinet van Gloria Macapagal-Arroyo.
Ermita was van 1986 tot 1988 Deputy Chief of Staff van de Filipijnse krijgsmacht. Er werden in die tijd diverse coupogingen gelanceerd tegen president Corazon Aquino. Op 18 augustus 2004 werd Ermita benoemd als Executive Secretary van het Filipijnse kabinet. Door zijn kandidatuur voor een zetel in het Filipijns Huis van Afgevaardigden moest hij begin 2010 plaatsmaken voor Leandro Mendoza
Ermita is getrouwd met Elvira Ramos met wie hij vier kinderen heeft. Dochter Eileen Ermita-Buhain was van 2001 tot 2010 afgevaardigde namens het 1e kiesditrict van Batangas en schoonzoon Eric Buhain is een voormalig topzwemmer en deelnemer aan de Olympische Spelen van 1988 en 1992